# مصطفى تمبور
مصطفى تمبور هو قائد فصيل تمبور المتفرع من حركة تحرير السودان والناطق العسكري السابق للحركة، وحليف للقوات المسلحة السودانية ضد قوات الدعم السريع في نزاع السودان 2023، وكان قد أطلق مبادرة للتعايش السلمي خلال الحرب في دارفور.

## النشأة والتعليم
ولد مصطفى نصر الدين تمبور في 24 يوليو 1982 في زالنجي الواقعة في ولاية وسط دارفور غرب السودان ونشأ بها، وأنهى دراسته في كلية الحقوق في جامعة النيلين في 2007، ثم التحق بصفوف الجيش السوداني لتأدية الخدمة العسكرية.

## الحياة السياسية
انضم تمبور لحركة تحرير السودان وتولى مناصب قادية فيها، حيث كان المتحدث العسكري باسم الحركة في فترة من الفترات.
تعرض تمبور للاعتقال بالقرب من الضعين في 11 ديسمبر 2015، وأطلق سراحه في 28 يونيو 2017، إلا أنه منع من السفر خارج السودان. في 2 سبتمبر 2017، تعرض تمبور لمحاولة اغتيال في زالنجي من قبل مجموعة مكونة من 7 أفراد يقودها ضابطان برتبة ملازم، أحدهما من القوات الخاصة التابعة للشرطة الأمنية، والآخر من أفراد قوات الدعم السريع، وأصيب في الحادث كل من والدته وشقيقه المتوكل وشقيقته مديحة، فيما لم يصب مصطفى بأذى.
في 2018، انشقت حركة تحرير السودان بقيادة تمبور عن حركة تحرير السودان بقيادة عبد الواحد محمد نور، التي كانت مشاركة في الحرب في دارفور منذ 2003.
عقب الثورة السودانية، انضم فصيل تمبور إلى تحالف قوى إعلان الحرية والتغيير، إلا أنه قرر الخروج من التحالف في 2022، وبرر تمبور ذلك بأن الحركة لم تكن جزءاً من أي قرار يتم اتخاذه، وأن التحالف يتبع نهجاً إقصائياً. والتحق فصيل تمبور باتفاق السلام السوداني الموقع مع حكومة السودان في 2020.
في مايو 2021، وبعد أسابيع من اشتباكات قبلية دامية وقعت في الجنينة عاصمة ولاية غرب دارفور، أعلن تمبور عن مبادرة للتعايش السلمي والسلام المجتمعي لوقف الحرب في دارفور، وتحديداً في ولايتي جنوب وغرب دارفور.
عقب زيارة وفد إسرائيلي للسودان في فبراير 2023، رحب تمبور بالزيارة قائلاً أنها خطوة في مسار التطبيع الكامل مع تل أبيب، واعتبر الصراع الفلسطيني الإسرائيلي شأناً خاصاً بالدولتين دون غيرهما.
في مايو 2023، في أعقاب اندلاع نزاع السودان 2023، تعرض منزل تمبور في منطقة الرياض بالخرطوم للاقتحام والنهب من قبل مجموعة تابعة لقوات الدعم السريع. وفي 17 يوليو من العام ذاته، أعلن مصطفى تمبور عن قتل شقيقه المتوكل على يد قوات الدعم السريع، حيث اعترضته عندما كان متحهاً من نيالا إلى زالنجي وأطلقت عليه الرصاص. في أواخر يوليو، أعلن تمبور انضمامه للقتال مع القوات المسلحة السودانية ضد قوات الدعم السريع في دارفور، وشارك في معارك خلال حصار زالنجي أدت إلى مقتل 27 وإصابة 41 وأسر 14 من أفراد الدعم السريع.
في 18 يونيو 2024، نجا تمبور من حادث مروري أدى لانقلاب سيارته عدة مرات أثناء عودته من منطقة الفشقة التي زارها لتفقد قواته.